# Bulbophyllum longivaginans
Bulbophyllum longivaginans là một loài phong lan thuộc chi Bulbophyllum.